# Fraser Lake
Fraser Lake est un village situé dans la province de la Colombie-Britannique, dans le centre.